# Deskundologie
Deskundologie is deel III van de Encyclopedie van de Domheid, een boek geschreven door Matthijs van Boxsel.

## Geschiedenis
In 1970 richten Max Reneman, Robert Jasper Grootveld, Theo Kley en anderen het Deskundologies Laboratorium op, waarin de krachten zijn gebundeld van de IS (Insektensekte), het EKK (Eksooties Kietsj Konservaatooriejum), het Resistentie Orkest, en de Lowlands Weed Company (laatste vestiging van de VOC, officieel ingeschreven bij de KvK). Het Deskundologies Laboratorium maakt studie van het doodgewone: ‘Als je je onderzoek uitsluitend op de problemen richt, zie je de dingen die als een paal boven water staan over het hoofd. Deskundologen spreken in heldere taal over simpele zaken. Deskundologie is dat wat iedereen met zijn klompen aan kan voelen, en dat niemand boven de pet gaat.’

## Werkwijze
De Deskundologie treedt in de openbaarheid via publieke acties, tentoonstellingen en speculatieve vlugschriften zoals Het Deskundologisch Tijdschrift (1971) en het Handboek der Deskundologie: deel I (1972) waarin de deskundologische doctrine is uitgewerkt en toegepast. Deskundologie blijkt het ultieme emblematische antwoord op alle problemen: door middel van grondige bestudering van deskundig werk kan een professionele opstelling worden nagebootst, alsmede de stellige zekerheid van expertise. Het tweede deel van Het Deskundologisch Handboek bestaat uit een grammofoonplaat met deskundologische hymnen, waaronder evergreens als: Moeder waar zijn de vlinders gebleven, Zielkundologie, Denken aan Holland en Milieuverveling. Ingesloten is een foto van prinses Juliana der Nederlanden en prins Bernhard van Lippe-Biesterfeld op de tandem.

## Afdelingen
Deskundologie kent de afdelingen: Milieuverveling (‘er is positieve en negatieve verveling, damp-fax en vochtige fax’), Immuun-Blauw (kleur van het heelal en het immateriële), Sonologie (kunnen planten meeluisteren?), Standpunten (hoe een eigen standpunt te bepalen?), Maatstaven (criteria voor criteria), Nephelogie, Tientallige stelsels (Nicolaas Kroese), Vaderlandse Geschiedenis, de Stichting Openbaar Kunstgebit.
Deskundologie is een bij uitstek ambulante wetenschap. Alle onderzoek is lopend, mede dankzij het Draagbaar Deskundologisch Proefstation. Uit de aard van haar mobiliteit heeft de Deskundologie bijzondere aandacht voor het vervoer te land, ter zee en in de lucht, getuige de afdelingen Fietskunde, Vlotwezen, Zachte Luchtvaart en A.B.G.-reizen (Amsterdams Ballon Gezelschap).
Muzikale ondersteuning komt van het Resistentie Orkest, het Koor van Prettig Gestoorde Vrouwen en het Nurks Mannenkoor.
De werkzaamheden van het Deskundologisch Laboratorium worden voortgezet door de leden van de Bâtafysica, de Nederlandse tak van het Collège de 'Pataphysique.